# Astruc Rimoc
Astruc Rimoc Dios, Remoc, Raimoc o Remoch, más tarde Francisco Días Corni o Francisco Dios Carne, poeta y médico judío de los siglos XIV y XV nacido en Fraga.
Como judío ortodoxo visitó a Benveniste ibn Labi de Zaragoza y a otros prominentes judíos. 
Mantuvo su religión durante el pogromo de 1391, pero en 1414 renunció a su religión y se convirtió al cristianismo, tomando el nombre de Francisco Días-Corni. A partir de ese momento se dedicó a intentar convertir a judíos, para lo que envió una polémica epístola circular invitando a otros judíos a seguir su ejemplo. Entre las personas a la que intentó convertir se encontraba su amigo En-Shealtiel Bonfos, probablemente hijo de Isaac Bonfos ben Shealtiel de Falces.